# 240-е годы до н. э.
240-е (две́сти сороковы́е) го́ды до на́шей э́ры по пролептическому юлианскому календарю — промежуток времени с 1 января 249 года до н. э. по 31 декабря 240 года до н. э., включающий с 249 по 241 годы 6-го десятилетия  и 240 год 7-го десятилетия III века 1-го тысячелетия до н. э. Им предшествовали 250-е годы до н. э., за ними следовали 230-е годы до н. э. Они закончились 2265 лет назад.

## Важнейшие события

### 250 до н. э.
- 250 — Консулы Гай Атилий Регул (плебей) и Луций Манлий Вольсон Лонг (патриций).
- 250 — Осада и оборона Лилибея. Военные действия на суше и на море. Карфагеняне отправили Регула в Рим, чтобы обсудить условия мира. Регул убедил римский сенат не заключать мир. Регул вернулся в Карфаген, где его казнили. (по легенде).
- 250—231 — Царь Адрианского царства (Иллирия) Агрон[1][2]. Расцвет Иллирии.
- 250—237 (255—237) — Царь Вифинии Зиаелис. Дружеские отношения с Египтом. Эллинизация страны.
- Ок.250 — Антиох развёлся с Лаодикой, чтобы жениться на Беренике, дочери Птолемея II.
- 250 — От Селевкидов фактически отложился бактрийский наместник Диодот. Диодот разбил Антиоха.
- Ок.250 — Восстание в Парфии против греко-македонского господства.
- Аршак становится парфянским царём. Начало династии Аршакидов.

### 249 до н. э.
- 249 — Консулы Публий Клавдий Пульхр (патриций) и Луций Юний Пулл (плебей).
- 249 — Армия и флот Клавдия пытаются взять Лилибей неожиданным нападением. Карфагенский адмирал Атарбас прижал римский флот к берегу и взял в плен 93 корабля (4/5 эскадры). Когда другой римский флот конвоировал большой транспорт, карфагеняне загнали их на неудобные рейды. Первая буря разбила все суда (людей и груз римляне спасли). П. К. Пульхр назначил диктатором (№ 73) Марка Клавдия Глицию (человека низкородного), который был вынужден отказаться. Диктатор (№ 74) Авл Атилий Калатин.

### 248 до н. э.
- 248 — Консулы Гай Аврелий Котта (плебей) и Публий Сервилий Гемин (патриций).
- 248 (253) — Ашока созывает буддийский собор. Буддизм сделан государственной религией.

### 247 до н. э.
- 247 — Консулы Луций Цецилий Метелл (2-й раз) (плебей) и Нумерий Фабий Бутеон (патриций). Цензоры Авл Манлий Торкват (патриций) и Авл Атилий Калатин (плебей). Граждан насчитано 241.212 человек.
- 247—245 — Гамилькар Барка (ок.270-228) встаёт во главе армии Карфагена. Он высадился в Панорме (Палермо), устроил военные лагеря на горе Эйркте и Эрике и начал рейды на ЮЗ берег Италии.
- 247 (242) — Преторов стало двое: по делам римских граждан и по делам иностранцев.
- 247 — Лаодика отравила Антиоха. Подосланные убийцы умертвили сына Антиоха и Береники. Береника укрылась в крепости Дафны.
- 247—226 — Царь Селевкидов Селевк II Каллиник (ок.265-226). Сын Антиоха II и Лаодики.
- 247 — Тиридат (Аршак) провозглашает себя царём Парфии.
- 247 до н. э.-38 н. э., 51-226 н. э. — Династия Аршакидов в Парфии.
- 247-ок.220 — Царь Парфии Тиридат.
- 247 — В царстве Цинь проведён грандиозный канал «Чжэн Го» между реками Цзинхэ и Лохэ.

### 246 до н. э.
- 246 — Консулы Марк Отацилий Красс (плебей) и Марк Фабий Лицин (патриций). Диктатор (№ 75) Тиберий Корунканий.
- 246—221 — Царь Египта Птолемей III Эвергет (ок.282-221). Сын Птолемея II и Арсинои I. Женат на Беренике II, дочери царя Кирены Мага. Воссоединил Киренаику с Египтом.
- 246—241 — Третья Сирийская война.
- 246 — Птолемей поспешил на помощь Беренике. Войска Селевка захватили крепость и убили Беренику. Захват египтянами Сирии и Месопотамии. Многие города Азии поддержали их. Птолемей отозван в Египет, где началось восстание. Поражение египетского флота от Антигона Гоната у острова Андрос.
- 246—210 — Царь Цинь Ин Чжэн (258—210).
- 246 — Умер Антиох II Теос — царь государства Селевкидов.

### 245 до н. э.
- 245 — Консулы Марк Фабий Бутеон (патриций) и Гай Атилий Бульб (плебей).
- 245—243— III Сирийская война.
- 245 — фараон Египта Птолемей Эвергет начал войну, узнав, что его сестра, Береника, официальная вдова Антиоха II Теоса погибла вместе с маленьким сыном, начал войну с Селевком II, который благодаря матери Лаодикии получил царство Сирии.
- 245 — Правитель Каппадокии признан Селевком II и получает руку его сестры. Селевк соорудил огромный флот для борьбы с отложившимися городами, но флот уничтожен бурей. Селевк переходит через Тавр и начинает успешное наступление в Сирии против египтян. Многие города Азии вновь переходят под власть Селевка.
- 245—213 — Стратег Ахейского союза, (более 17 раз) Арат (271—213) из Сикиона.

### 244 до н. э.
- 244 — Консулы Авл Манлий Торкват Аттик (патриций) и Гай Семпроний Блез (плебей).
- 244—241 — Царь Спарты из рода Эврипонтидов Агис IV (ок.262-241).
- В ходе Первой Пунической войны в Риме построен новый флот на средства частных лиц, данные взаймы государству.
- Селевк II вновь овладел Сирией и Месопотамией.

### 243 до н. э.
- 243 — Консулы Гай Фунданий Фундул (плебей) и Гай Сульпиций Гал (патриций).
- 243 — Изгнание македонского гарнизона из Коринфа ахейцами. Коринф входит в Ахейский союз.
- 243 — Птолемей разбил Селевка и в результате присоединил всю Сирию. Селевк бежал в Антиохию.
- 243 — Агис ставит на народном собрании вопрос о переделе земли и отмене долгов. С помощью геронтов Леониду удалось провалить закон. Эфор Лисандр привлёк Леонида к суду, так как тот был женат на чужестранке. Леонид укрылся в храме Афины. Царём спартанцы сделали его зятя Клеомброта.
- 243—241 — Царь Спарты из рода Агидов Клеомброт II.

### 242 до н. э.
- 242 — Консулы Гай Лутаций Катул (плебей) и Авл Постумий Альбин (патриций). Великим понтификом был Луций Цецилий Метелл.
- 242 — Претору перегринов поручено разбирать дела, где хотя бы один из участников не был гражданином.
- 242 — Нескольким богатым римлянам решили на частные средства соорудить флот. В море выступили 200 судов с экипажем в 60 тыс. человек.
- 242 — Новые эфоры разрешили Леониду покинуть храм, а Лисандра приговорили к суду. Агис и Клеомброт с друзьями согнали эфоров с кресел и назначили новых, в числе которых был и Агесилай, дядя Агиса. Леонид бежал в Тегею. Агесилай послал вслед ему убийц, но люди Агиса защитили его. Все долговые расписки были уничтожены.
- Египетский флот под предводительством Хремонида был побеждён родосцами в морском сражении при Эфесе
- Конец 240-х годов — Народные восстания в Египте.
- Закончилась Первая Пуническая война

### 241 до н. э.
- 241 — Консулы Авл Манлий Торкват Аттик (2-й раз) (патриций) и Квинт Лутаций Церкон (плебей). (По Т.Ливию, консулом был не А. М. Торкват, а плебей Авл Минуций). Цензоры Марк Фабий Бутеон (патриций) и Гай Аврелий Котта (плебей).
- 241 — Весна — Карфагеняне выставили 120 кораблей. Март — Победа римского флота проконсула Г.Лутация Катула над карфагенским Гамилькара при Эгатских островах. 50 карфагенских кораблей потоплено, 70 взято в плен.
- 241 — Мир между Римом и Карфагеном (переговоры вели Катул и Гамилькар). Рим получает Сицилию. Карфаген уплачивал контрибуцию, безвозмездно возвращал пленных, за выходившие из Сицилии войска платилось по 18 денариев с человека. Римские перебежчики не выдавались.
- 241 — Реформа центуриатного устройства в Риме. Народное собрание ратифицировало мир (с некоторым увеличением контрибуции) лишь после доклада комиссии, ездившей на Сицилию. Гиерону оставлены Сиракузы с небольшой областью.
- 241 — Гарнизон Сардинии просил Рим принять остров в своё владение, и римляне согласились.
- 241 — Пожар храма Весты. Великий понтифик Цецилий Метелл спасает из огня его святыни.
- 241—238 [Полибий. I.66-88] — Война Карфагена с наёмниками (длилась 3 года и 4 месяца.
- 241 — Гамилькар тщетно просил у карфагенского сената плату наёмникам и сложил с себя командование. Начало восстания наёмников в Карфагене. Его вызвал Ганнон (до 250—201), задерживая наёмникам плату. Наёмники захватили несколько городов. К командованию вновь призван Гамилькар, его помощником стал Ганнон.
- 241 — Селевк направил письмо брату Антиоху (255—226), в котором умолял его о поддержке и обещал ему за помощь Малую Азию. Антиох двинулся на помощь Селевку. Птолемей заключил с Селевком мир. Птолемей вынужден очистить занятые территории. Он сохраняет власть над Койлесирией, городами Ионии, островами Самос, Лесбос и над побережьем Фракии.
- 241—197 — Царь Пергама Аттал I Сотер (269—197). Двоюродный брат Эвмена I.
- 241 — Агис отправился в поход на помощь ахейцам против этолийцев, не доведя реформу до конца. Агесилай своими злоупотреблениями вызвал всеобщую ненависть. В Спарту возвращается царь Леонид, которые с помощью наёмников устанавливает свою власть. Клеомброт изгнан, назначены новые эфоры. Агесилай и Архидам, брат Агиса, бежали. Агис укрылся в храме Афины. Агиса выманили из храма, посадили в тюрьму и казнили. Затем казнили мать и бабку Агиса.
- 241—235 — Царь Спарты из рода Агидов Леонид II (вторично).
- 241—228 — Царь Спарты из рода Эврипонтидов Эвдамид III.
- 241 — Царства Вэй, Хань, Чжао и Чу заключают военный союз против Цинь.